# Flaga Timoru Wschodniego
Flaga Timoru Wschodniego jest koloru czerwonego, ograniczona z lewej strony dwoma trójkątami – żółtym oraz nałożonym na żółty nieco mniejszym czarnym, na którym umieszczono białą gwiazdę, która jest symbolem niepodległości. Flagę wprowadzono 20 maja 2002, kiedy to Timor Wschodni uzyskał pełną niepodległość. Jest ona identyczna jak flaga z roku 1975.